# Sapiornaja
Sapiornaja (ros. Сапёрная) – stacja kolejowa w miejscowości Petersburg, w Rosji. Położona jest na linii Petersburg - Mga.

## Historia
Stacja powstała w czasach carskich na linii z Petersburga do Wiatki, pomiędzy stacjami Rybackoje i Mga.